# Thetidia albosagittata
Thetidia albosagittata är en fjärilsart som beskrevs av Heinz Ebert 1965. Thetidia albosagittata ingår i släktet Thetidia och familjen mätare, Geometridae. Inga underarter finns listade i Catalogue of Life.